# 環境資源工学会
一般社団法人 環境資源工学会（かんきょうしげんこうがっかい、英語: The Resources Processing Society Of Japan (RPSJ)）は、日本の学術研究団体の一つ。

## 概要
1943年2月28日設立。学術研究団体としての種別は単独学会。
総合工学を学術研究領域とし、種々の混合した物質の分離精製とそれに関連したプロセスに関する工学と技術を研鑽することを目的としている。
国内においては日本工学会に、国際学術連合体としては資源リサイクルと材料化学に関する日韓シンポジウムに加入している。
国際会議としては、EcoDesign 2019 第11回 環境調和型設計とインバースマニュファクチャリングを共催した。

## 沿革
- 1943年 - 浮選剤に関する研究会設立
- 1948年 - 浮選研究会に改称。
- 1984年 - 資源処理技術研究会に改称。
- 1993年 - 資源処理学会に改称。
- 2003年 - 環境資源工学会に改称。
- 2019年 - 一般社団法人環境資源工学会へ移行。

## 刊行物

### 環境資源工学
- 誌名（和文）：環境資源工学
- 誌名（欧文）：RESOURCES PROCESSING
- 創刊年：1954
- 資料種別：ジャーナル（査読付き論文を含む）
- 使用言語：日英混在
- 発行形態：印刷体、eジャーナル
- 著作権帰属先：学会
- クリエイティブコモンズ：定めていない
- 購読：有料

### 環境資源工学会　シンポジウム資料集
- 誌名（和文）：環境資源工学会　シンポジウム資料集
- 誌名（欧文）：-
- 創刊年：2000
- 資料種別：会議録・要旨集
- 使用言語：日本語のみ
- 発行形態：印刷体
- 著作権帰属先：学会
- クリエイティブコモンズ：定めていない
- 購読：有料